# レヴァーテ
レヴァーテ（伊: Levate  ( 音声ファイル)）は、イタリア共和国ロンバルディア州ベルガモ県にある、人口約3,700人の基礎自治体（コムーネ）。

## 地理

### 位置・広がり
ベルガモ県のコムーネ。県都ベルガモから南南西へ9km、州都ミラノから東北東へ38kmの距離にある。

#### 隣接コムーネ
隣接するコムーネは以下の通り。
- コムーン・ヌオーヴォ
- ダルミネ
- オージオ・ソプラ
- オージオ・ソット
- ステッツァーノ
- ヴェルデッリーノ
- ヴェルデッロ

### 地震分類
イタリアの地震リスク階級 (it) では、3 に分類される
。